# Свети Гргур (острво)
Свети Гргур (итал. San Gregorio, чакавски Шагаргур) је острво у Хрватској у Кварнерском заливу, у Јадранском мору између Раба и Крка. Површина му је 6,7 km², најсевернија тачка је стеновити рт Косаћа, а најзападнија ниски рт Плитвац. Највиши врх је Штандарац (226 м) на средини острва.
Од копна под Велебитом удаљен је неких 7 km, а најближе насеље му је лука Лопар на Рабу. Један километар јужно од Св. Гргура је острво Раб, а 3 km југоисточно је Голи оток, а 4 km на североистоку је острво Првић.
Осим клисурастих северних падина, највећи део острва је зарастао тврдолисном макијом и то је на Јадрану најсеверније зимзелено острво медитеранског изгледа. Данас је ненастањен, а у северозападној ували Св. Гргур има рушевних зграда и лучко пристаниште „Порат“. Раније се на острву копао боксит, а у новије доба је то острво изнајмљено као ловиште јелена лопатара.
Св. Гргур је био познат и на средњовековним картама где је записан под старијим именом „Арта“. Од најранијих времена, Рабљани су на Св. Гргур доводили овце на испашу.
Од 1948. па до 1988. године, у време Југославије, на њему је био казнено-поправни дом за жене.